# Real Emotional Trash
Real Emotional Trash es el cuarto álbum de estudio de Stephen Malkmus and The Jicks, lanzado el 4 de marzo de 2008 por Matador Records. El álbum se filtro en internet el 13 de enero de 2008. Logró alcanzar la posición #64 en el Billboard 200.
El álbum fue grabado en SnowGhost Music en Whitefish, Montana y los estudios Wilco's Foxtrot en Chicago, Illinois.

## Lista de canciones[14]
1. "Dragonfly Pie" - 5:08
2. "Hopscotch Willie" - 6:56
3. "Cold Son" - 3:43
4. "Real Emotional Trash" - 10:09
5. "Out of Reaches" - 4:51
6. "Baltimore" - 6:37
7. "Gardenia" - 2:54
8. "Elmo Delmo" - 6:42
9. "We Can't Help You" - 3:04
10. "Wicked Wanda" - 5:06

Bonus tracks
1. "Walk Into the Mirror" - 3:39
2. "Mr. Jolly" - 3:44

## Personal
- Stephen Malkmus - guitarra, voz
- Joanna Bolme - bajo, coros, sintetizador
- Janet Weiss - batería
- Mike Clark - teclados, guitarra, sintetizador

## Créditos
- Mezclado por Nicolas Vernhes y The Jicks en Rare Book Room, Brooklyn, Nueva York.
- Grabado por TJ Doherty y Brett Allen (asistente)
- Grabaciones adicionales por Sean Flora y Zach Okun

## Arte del disco
Hay varios diseños para la tapa, todas usan la misma imagen, pero con diferencias en el nombre del artista/banda (usando diferentes colores). Ejemplos son STEPHEN MALKMUS & JICKS (texto blanco y/o azul) Archivado el 23 de mayo de 2008 en Wayback Machine., SM & JICKS, y MALKMUS & JICKS.